# Busiris, Nedre Egypten
Busuris var en antik stad i mitten av Nildeltat, centralort i en region med samma namn. Dess gamla namn var Dedu.
Busiris var centralort för dyrkan av en av Egyptens största gudar, Osiris, vars fetish en helig påle, enligt prästernas uttydning Osiris ryggrad, tillbad här.